# 練馬区立上石神井中学校
練馬区立上石神井中学校（ねりまくりつ かみしゃくじいちゅうがっこう）は、東京都練馬区にある公立中学校。2024年(令和６年)5月時点の生徒数は10学級393名である。

## 概要
- 創立：1959年4月1日
- 校地総面積：13,570㎡
- 体育館面積：680㎡
- 運動場面積：6,615㎡
- 校舎：鉄筋4階建のL字型校舎

## 沿革
- 1959年4月1日　開校 （石神井西中学校より独立）
- 1959年4月8日　校章制定
- 1962年10月15日　鉄筋校舎、体育館落成及び校歌発表会
- 1963年4月　区研究協力校指定 （2年間）
- 1988年6月　文部省武道指導推進校指定 （3年間）
- 2005年4月　学力向上についての区教育課題研究指定校 （3年間）
- 2006年4月　小・中連携についての区教育課題研究指定校 （2年間）

## 通学区域
上石神井駅を中心に、南は青梅街道、北はおおむね石神井川を境としている。
- 上石神井一丁目
- 上石神井二丁目
- 上石神井三丁目（1-4、7-37）
- 上石神井四丁目（1-31、32の一部）
- 上石神井南町
- 石神井台四丁目（3-5）
- 関町東一丁目（1の一部、2、3の一部、4の一部）
- 関町南一丁目

## 進学前小学校
区立中学校選択制度があり学区外より通学してすることも可能であるが、学区指定による小学校は以下の通り。※印は小中一貫教育グループの構成校。
- 上石神井小学校(※)
- 上石神井北小学校
- 石神井小学校
- 石神井台小学校

## 学区内の主な施設
- 厚生労働省上石神井庁舎
- 早稲田大学高等学院
- 上智大学神学部
- 東京都立井草高等学校
- 上石神井駅

## 交通
- 西武新宿線上石神井駅より徒歩7分
- 西武バス（吉60、西03ほか）上石神井中学校入口バス停より徒歩5分

## 著名な出身者
- おーくん・あきら（本名・大久保 晃、大学教員、デザイナー）
- 香山美子（女優）
- 黒田福美（女優）
- 伊藤博（野球トレーニングコーチ）
- 喜熨斗勝史（サッカーコーチ）